# Andrea Bowen
Pour les articles homonymes, voir Bowen.
Andrea Bowen est une actrice américaine, née le 4 mars 1990 à Columbus, dans l'Ohio (États-Unis).

## Biographie

### Enfance et débuts précoces

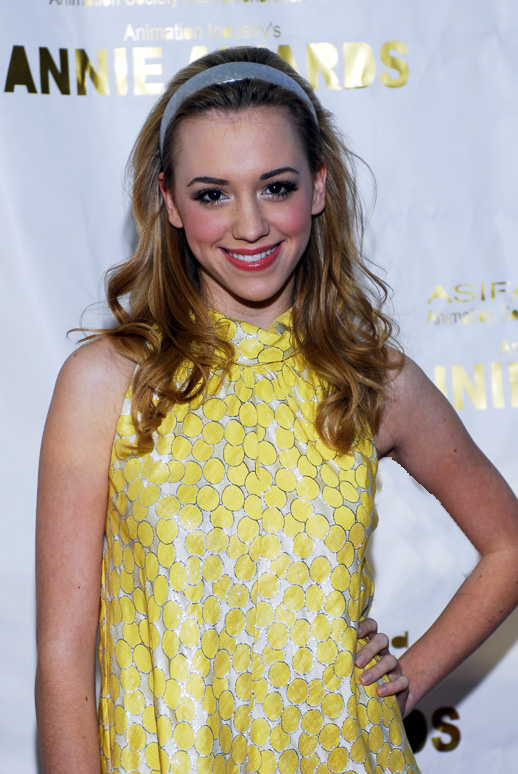
Lors de l'édition 2006 de la cérémonie des Annie Awards.

Issue d'une famille nombreuse, elle a trois grand frères (Graham, Alex et Cameron) ainsi que deux grandes sœurs (Jessica et Jillian).
Elle est passionnée de la scène, dès son plus jeune âge. Elle se fait remarquer à Broadway, lorsqu'elle décroche le rôle de Cosette dans une adaptation de la pièce Les Misérables, à seulement 6 ans.
De 1996 à 2001, Bowen continue alors à se produire sur cette scène, dans différentes productions, notamment : La Mélodie du bonheur aux côtés de Richard Chamberlain, en 1998, dans le rôle de Marta, ainsi qu'en 2000, dans le rôle d'Adele pour une comédie musicale adaptée du roman Jane Eyre,. Elle était également membre du groupe de musique The Broadway Kids. Ses frères et sœurs ont également été fortement impliqués dans le théâtre musical, jouant des rôles dans divers spectacles de Broadway. 
Elle fit à la même époque quelques apparitions dans des programmes télévisés tel que New York, police judiciaire (Law & Order).

### Débuts de carrière et révélation

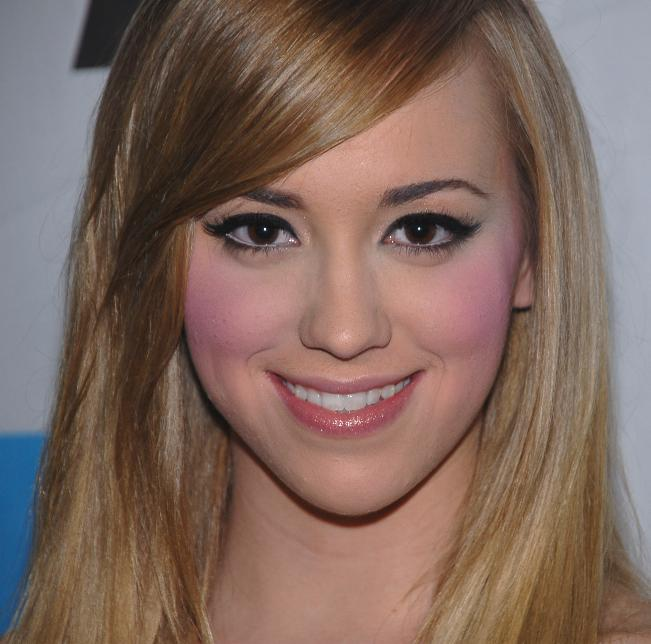
Lors des Women's Image Network Awards 2007.

Au début des années 2000, l'actrice commence à apparaître de manière régulière à la télévision, en intervenant dans des séries comme New York, unité spéciale, New York 911 et Arliss. 
En 2002, elle décroche son premier rôle récurrent pour la série dramatique du réseau ABC, That Was Then avec Tyler Labine et Kiele Sanchez, mais le programme ne dépasse pas les sept épisodes. Elle enchaîne avec un petit rôle dans quelques épisodes de Boston Public, en 2003, puis joue différents personnages mineurs, le temps d'un épisode, dans d'autre programmes (Les Frères Scott, La Vie avant tout, FBI : Portés disparus). 
En 2004, elle décroche ensuite le rôle qui va la révéler au grand public grâce à Marc Cherry,. Dans la série Desperate Housewives, elle incarne la jeune adolescente disciplinée Julie Mayer, la fille de Susan Mayer, interprétée par Teri Hatcher. Cette série rencontre un succès mondial, la production est nommée et récompensée a de prestigieuses cérémonies, comme les Golden Globes ou les Emmy Awards (l'équivalent des Oscars pour la télévision). 
Andrea Bowen est alors citée pour le Young Artist Awards de la meilleure interprétation par une jeune actrice (2005). Elle remporte deux fois le Screen Actors Guild Award de la meilleure distribution pour une série télévisée comique (2005 et 2006). 
Parallèlement, tout en grandissant sous les yeux des téléspectateurs, elle devient la voix américaine du personnage Aerith dans quelques volets de la saga de jeux vidéo Final Fantasy : Crisis Core: Final Fantasy VII (2005), Dissidia 012: Final Fantasy (2011) et Final Fantasy Explorers (2014). Elle s'essaie également au cinéma, sans toutefois obtenir de réel succès comme avec le film familial Red Riding Hood avec le jeune Henry Cavill, ou encore la comédie dramatique Alyssa et les Dauphins avec Carly Schroeder et Adrian Dunbar, deux longs métrages sortis en 2006. 
Elle tourne ensuite sous la direction de Peter Werner pour le téléfilm dramatique Conséquences, dans lequel elle donne la réplique à l'actrice Jennie Garth, révélée par Beverly Hills 90210. Ce projet salué lui vaut le Prism Awards de la meilleure actrice dans un téléfilm ou une mini série, en 2008. Il s'ensuit des rôles de guest star dans The Closer : L.A. enquêtes prioritaires (2008) et Ghost Whisperer (2009) ou encore Hawaii 5-0 (2011), qui l'éloignent des plateaux de Desperate Housewives, quelque temps. 

### Passage au second plan et téléfilms

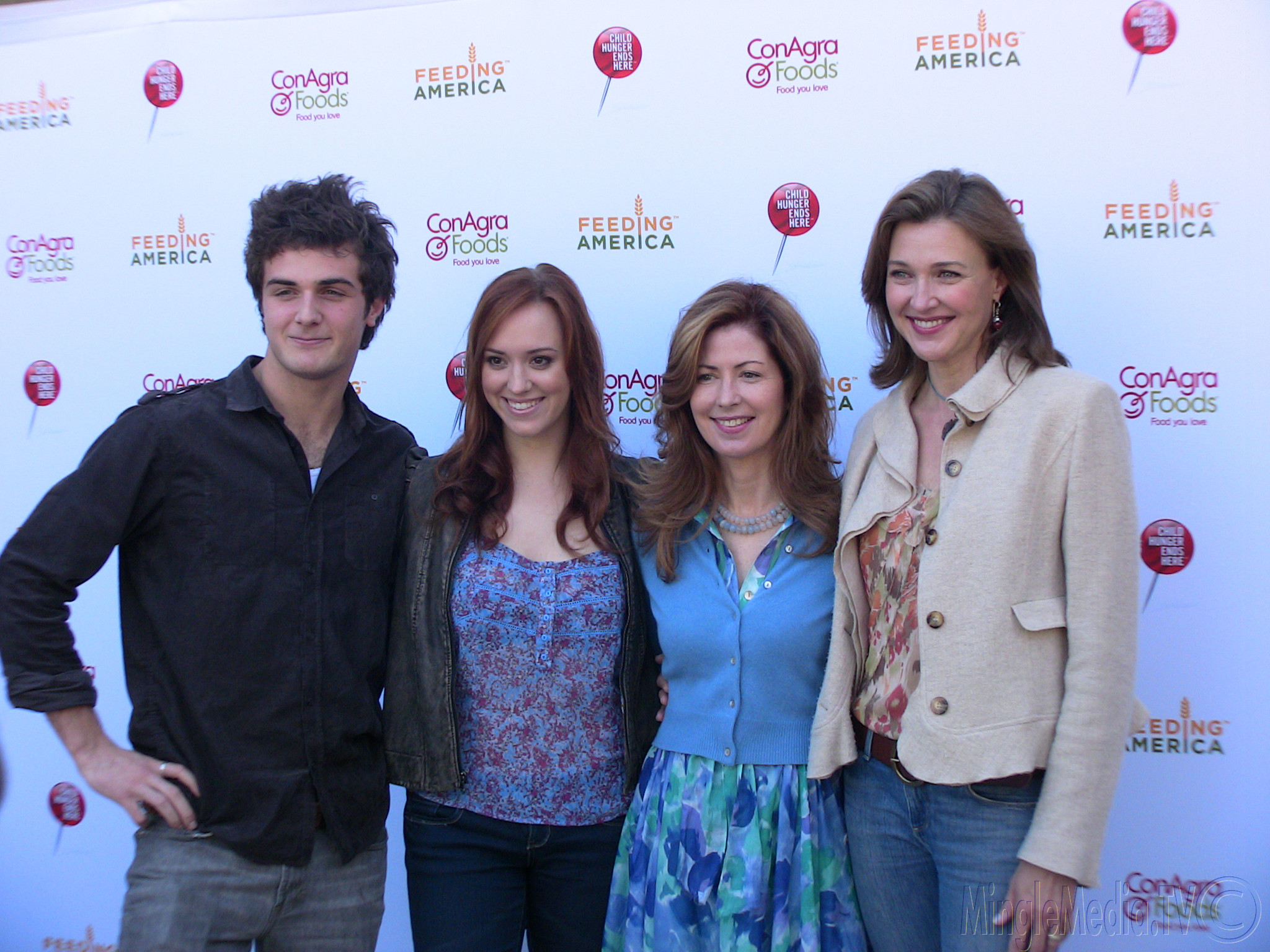
Beau Mirchoff, Andrea Bowen, Dana Delany et Brenda Strong, en 2010.

En 2010, elle porte le téléfilm dramatique Pas à pas vers son destin aux côtés de Greg Evigan et Rick Malambri, deux ans plus tard, elle joue un second rôle dans la petite comédie romantique Divorce Invitation avec Jamie-Lynn Sigler, Jonathan Bennett et Richard Kind. En 2012, l'actrice profite de la dernière saison de Desperate Housewives pour y effectuer son retour.  
En 2013, elle joue un rôle opposé à celui de Julie Mayer, le temps d'un épisode de la série Scandal faisant face à Kerry Washington. Cette même année, elle porte le téléfilm dramatique The Preacher's Daughter, récompensé au Festival international du film de Barcelone et joue l'un des rôles principaux de la comédie indépendante G.B.F., plutôt bien accueillie. 
Elle se retire ensuite du paysage médiatique et se contente d'apparaître, régulièrement, à la télévision, enchaînant les téléfilms : En 2014, elle joue dans le drame Maman à 16 ans avec Sammi Hanratty et Alexandra Holden. Deux ans plus tard, elle continue dans l'unitaire avec Une femme contre le crime et La Rédemption de ma fille.  
En 2017, elle joue dans une comédie d'action indépendante Jonny's Sweet Revenge, diffusée directement sur internet et elle porte un téléfilm hivernal pour les États-Unis avec A Family for the Holidays, dans laquelle elle incarne l'objet amoureux de Nick Bateman.

### Vie privée
Elle a été en couple avec le compositeur Ricky Schweitzer.
Le 4 mars 2022, le jour de ses 32 ans, elle officialise sa relation avec sa co-star de Desperate Housewives Josh Zuckerman qui interprète Eddie Orlofsky. Ils ont annoncé s’être mariés le 14 février 2025 via les réseaux sociaux. 

## Filmographie

### Cinéma
- 1997 : Highball de Noah Baumbach : Sorcière / Fée
- 2005 : Final Fantasy VII: Advent Children de Tetsuya Nomura et Takeshi Nozue : Fille (voix)
- 2006 : Bambi 2 de Brian Pimental : Féline (voix)
- 2006 : Red Riding Hood de Randal Kleiser : Ashley #2
- 2007 : Alyssa et les Dauphins (Eye of the Dolphin) de Michael D. Sellers : Candice
- 2012 : Divorce Invitation de S. V. Krishna Reddy : Mélanie
- 2012 : Twinkle Toes de Mauro Casalese et Dave Woodgate : Pretty Tall (voix)
- 2014 : G.B.F. de Darren Stein : Shley Osgoode
- 2015 : Jonny's Sweet Revenge de Mark David : Nikki

### Télévision

#### Téléfilms
- 1996 : Un Angelo a New York de Fabrizio Laurenti et Vinicius Mainardi : L'enfant
- 2004 : Party Wagon de Craig Bartlett et Tuck Tucker : Patsy (voix)
- 2007 : Conséquences de Peter Werner : Rachel Sandler
- 2010 : Pas à pas vers son destin de Bradford May : Jenna Danville
- 2013 : The Preacher's Daughter de Michelle Mower : Hannah White -également productrice associée-
- 2014 : Maman à 16 ans de Conor Allyn : Tammy Roberts
- 2016 : Une femme contre le crime (Under Fire) de David Winning : Sophie Howell
- 2016 : La rédemption de ma fille de Monika Mitchell : Jennifer Phillips
- 2017 : Un mariage sous la neige (A Family for the Holidays) de Jake Helgren : Hallie Reynolds
- 2020 : Face aux mensonges de ma sœur (Psycho Sister-In-Law de Jake Helgren : Haley Downes
- 2022 : Permis de tromper (Hall Pass Nightmare de Marla Sokoloff : Carrie Palmer

#### Séries télévisées
- 1996 : New York, police judiciaire (Law & Order) : Rankin Enfant (saison 7, épisode 1)
- 1997 : New York, police judiciaire (Law & Order) : Bess (saison 8, épisode 4)
- 2001 : New York, unité spéciale : Sophie Douglas (saison 2, épisode 15)
- 2001 : New York 911 : Rachel (saison 3, épisode 5)
- 2002 : Arliss (Arli$$) : Ginny (saison 7, épisode 3)
- 2002 : That Was Then : Zooey Glass (7 épisodes)
- 2003 : Boston Public : Riley Ellis (saison 3, épisodes 14, 15 et 19)
- 2003 : Les Frères Scott : Stella (saison 1, épisode 9)
- 2003 : La Vie avant tout : Sara Buck (saison 4, épisode 17)
- 2004-2012 : Desperate Housewives : Julie Mayer (rôle récurrent - 107 épisodes)
- 2005 : FBI : Portés disparus (Without a Trace) : Becky Grolnick (saison 4, épisode 8)
- 2006-2009 : Les Rois du Texas (King of the Hill) : Sandy (voix, 3 épisodes)
- 2008 : L.A. enquêtes prioritaires (The Closer) : Michelle Clark (saison 4, épisode 3)
- 2009 : Ghost Whisperer : Rebecca Kelly (saison 4, épisode 15)
- 2010 : Hawaii Five-0 : Amy (saison 1, épisode 22)
- 2010 : Batman : L'Alliance des héros : Talia (voix, saison 2, épisode 6)
- 2012 : La Vie secrète d'une ado ordinaire : Jackie (saison 4, épisode 21)
- 2013 : Scandal : Maybell Doyle (saison 2, épisode 17)
- 2021 : Grey's Anatomy : Station 19 : Amy (saison 5, épisode 8)

### Jeux vidéo
- 1999 : The Longest Journey : La jeune April / Alatien enfant (voix)
- 2003 : Extreme Skate Adventure : (voix)
- 2003 : The Cat in the Hat : Sally (voix)
- 2007 : Crisis Core: Final Fantasy VII : Aerith (voix)
- 2011 : Dissidia 012: Final Fantasy : Aerith (voix)
- 2014 : Final Fantasy Explorers : Aerith (voix)
- 2019 : Kingdom Hearts 3 : Aerith (voix)

## Distinctions

### Récompenses
- 11e cérémonie des Screen Actors Guild Awards 2005 : Meilleure distribution pour une série comique pour Desperate Housewives (2004-2012) partagée avec Ricardo Antonio Chavira, Marcia Cross, Steven Culp, James Denton, Teri Hatcher, Felicity Huffman, Cody Kasch, Eva Longoria, Jesse Metcalfe, Mark Moses, Nicollette Sheridan et Brenda Strong.
- 12e cérémonie des Screen Actors Guild Awards 2006 : Meilleure distribution pour une série comique pour Desperate Housewives (2004-2012) partagée avec Roger Bart, Ricardo Antonio Chavira, Mehcad Brooks, Marcia Cross, Steven Culp, James Denton, Teri Hatcher, Felicity Huffman, Brent Kinsman, Shane Kinsman, Eva Longoria, Mark Moses, Doug Savant, Nicollette Sheridan, Brenda Strong et Alfre Woodard.
- 2008 : Prism Awards de la meilleure performance dans une mini-série où un téléfilm pour Conséquences (2007).

### Nominations
- 2006 : Young Artist Awards de la meilleure performance pour une jeune actrice principale dans une série télévisée comique pour Desperate Housewives (2004-2012).
- 2006 : Gold Derby Awards de la meilleure distribution de l'année dans une série télévisée comique pour Desperate Housewives (2004-2012) partagée avec Ricardo Antonio Chavira, Mehcad Brooks, Richard Burgi, Marcia Cross, James Denton, Harriet Sansom Harris, Teri Hatcher, Zane Huett, Felicity Huffman, Cody Kasch, Brent Kinsman, Shane Kinsman, Joy Jorgensen, Eva Longoria, Mark Moses, Shawn Pyfrom, Doug Savant, Nicollette Sheridan, Brenda Strong et Alfre Woodard.
- 13e cérémonie des Screen Actors Guild Awards 2007 : Meilleure distribution pour une série comique pour Desperate Housewives (2004-2012) partagée avec Ricardo Antonio Chavira, Richard Burgi, Mehcad Brooks, Marcia Cross, James Denton, Teri Hatcher, Josh Henderson, Zane Huett, Felicity Huffman, Kathryn Joosten, Nashawn Kearse, Brent Kinsman, Shane Kinsman, Joy Jorgensen, Eva Longoria, Kyle MacLachlan, Laurie Metcalf, Shawn Pyfrom, Doug Savant, Dougray Scott, Nicollette Sheridan, Brenda Strong, Kiersten Warren et Alfre Woodard.
- 14e cérémonie des Screen Actors Guild Awards 2008 : Meilleure distribution pour une série comique pour Desperate Housewives (2004-2012) partagée avec Ricardo Antonio Chavira, Marcia Cross, Dana Delany, James Denton, Nathan Fillion, Lyndsy Fonseca, Rachel G. Fox, Teri Hatcher, Zane Huett, Felicity Huffman, Kathryn Joosten, Brent Kinsman, Shane Kinsman, Joy Jorgensen, Eva Longoria, Kyle MacLachlan, Shawn Pyfrom, Doug Savant, Dougray Scott, Nicollette Sheridan, John Slattery et Brenda Strong.
- 15e cérémonie des Screen Actors Guild Awards 2009 : Meilleure distribution pour une série comique pour Desperate Housewives (2004-2012) partagée avec Kendall Applegate, Ricardo Antonio Chavira, Charlie Carver, Max Carver, Marcia Cross, Dana Delany, James Denton, Lyndsy Fonseca, Rachel G. Fox, Teri Hatcher, Zane Huett, Felicity Huffman, Brent Kinsman, Shane Kinsman, Joy Jorgensen, Eva Longoria, Kyle MacLachlan, Neal McDonough, Joshua Logan Moore, Shawn Pyfrom, Doug Savant, Nicollette Sheridan et Brenda Strong.
- 2012 : BTVA Video Game Voice Acting Awards de la meilleure performance vocale pour l'ensemble de la distribution dans un jeu vidéo pour  Dissidia 012: Final Fantasy (2011) partagé avec Grant George, Christopher Sabat, Johnny Yong Bosch, Laura Bailey, Liam O'Brien, Dave Wittenberg, Rachael Leigh Cook, Ali Hillis, James Arnold Taylor, Keith David et Veronica Taylor.